# Gueorgui Mshvenieradze
Gueorgui Mshvenieradze (12 de agosto de 1960 - ), fue un jugador de waterpolo de la Unión Soviética.

## Biografía
Hijo de Piotr Mshvenieradze. Perteneciente a una familia de waterpolistas.

## Títulos
Como jugador de la selección de la Unión Soviética:
- Oro en los juegos olímpicos de Moscú 1980
- Bronce en los juegos olímpicos de Seúl 1988

## Participaciones en Copas del Mundo
- Juegos olímpicos de Moscú 1980
- Juegos olímpicos de Seúl 1988